# White Deer
White Deer é uma cidade  localizada no estado norte-americano do Texas, no Condado de Carson.

## Demografia
Segundo o censo norte-americano de 2000, a sua população era de 1060 habitantes.
Em 2006, foi estimada uma população de 1070, um aumento de 10 (0.9%).

## Geografia
De acordo com o United States Census Bureau tem uma área de
4,5 km², dos quais 4,5 km² cobertos por terra e 0,0 km² cobertos por água. White Deer localiza-se a aproximadamente 1026 m acima do nível do mar.

## Localidades na vizinhança
O diagrama seguinte representa as localidades num raio de 36 km ao redor de White Deer.